# Contea di Dickson
La contea di Dickson (in inglese Dickson County) è una contea dello Stato del Tennessee, negli Stati Uniti. La popolazione al censimento del 2000 era di 43 156 abitanti. Il capoluogo di contea è Charlotte.